# Exchange-traded fund
Een exchange-traded fund (ETF), ook wel een indextracker genoemd, is een passief beheerd beleggingsfonds dat op de beurs verhandeld wordt. Het investeringsdoel van een ETF is het zo nauwkeurig mogelijk volgen van een onderliggende beursindex. Deze index kan betrekking hebben op aandelen en obligaties. 

## Verschil met traditioneel beleggingsfonds
Het grootste verschil met een traditioneel beleggingsfonds zit in de autonomie van de fondsbeheerder. Met behulp van geautomatiseerde handelscomputers volgt een ETF precies de index (de benchmark) en probeert niet een beter resultaat te behalen dan de index. Een traditioneel beleggingsfonds probeert met actief beheer een zo hoog mogelijk rendement te halen, en de benchmark te verslaan. De filosofie achter indexbeleggen, ook wel passief beleggen genoemd, is gebaseerd op de praktijk die uitwijst dat de meeste traditionele beleggingsfondsen het slechter doen dan de index.

## Verschil met indexfonds
Het verschil tussen een indexfonds en ETF is dat de laatste continu verhandeld wordt op de beurs. Indexfondsen worden doorgaans eenmaal per dag verhandeld. Daarnaast biedt een ETF belastingvoordelen door het verschil in structuur in vergelijking met traditionele indexfondsen.

## Replicatie
Het doel van een ETF is het precies volgen van de index (de benchmark). Om dit doel te bereiken zijn er in de praktijk twee methoden ontwikkeld:

### Fysieke replicatie
Een ETF die fysieke replicatie gebruikt koopt vrijwel alle aandelen, of obligaties, die deel uitmaken van de benchmarkindex om de indexprestatie te repliceren. Deze aanpak heeft als voordelen transparantie en eenvoud, maar als nadeel dat de kosten en tracking error veelal hoger zijn in vergelijking tot fondsen met synthetische replicatie.
Een fysieke replicatie van de AEX index, met 25 zeer liquide aandelen, is eenvoudiger te realiseren dan de MSCI World-index met 1600 bedrijven. In dit laatste geval kan de ETF-beheerder ervoor kiezen slechts een steekproef van de index aan te houden en kleine minder liquide bedrijven niet op te nemen in de ETF. De enigszins afwijkende portefeuille ten opzichte van de index is een van de oorzaken van de tracking error.

### Synthetische replicatie
Een ETF met synthetische replicatie sluit swapovereenkomsten af met een of meerdere tegenpartijen om het rendement van de index te leveren. In de swap verzekert de swaptegenpartij het indexrendement in ruil voor het rendement van het onderpand, dat is het geld van de beleggers in de ETF.
Er zijn twee voordelen van synthetische replicatie ten opzichte van fysieke replicatie: Ten eerste, omdat de swapaanbieder verantwoordelijk is voor het leveren van het indexrendement, heeft de ETF-aanbieder geen of een minimale tracking error ten opzichte van de referentie-index. Ten tweede is het mogelijk om in sommige landen, zoals de VS, dividendlekkage te vermijden door het gebruik van synthetische replicatie.
Wel ontstaat duidelijk een tegenpartijrisico voor de belegger, omdat de swapleverancier misschien niet aan zijn verplichtingen kan voldoen. Het gebruik van meerdere tegenpartijen kan deze risico’s beperken, maar niet volledig wegnemen.

## Voordelen van ETF's
Het grootste voordeel van ETF's zijn de lagere beheerkosten, met name de jaarlijkse beheersvergoeding voor de ETF-emittent. Het totale kostenpercentage ('Total Expense Ratio' of TER) bedraagt ongeveer 0,5 procent vergeleken met de ongeveer 2 procent kosten van traditionele beleggingsfondsen. Men probeert niet slimmer te zijn dan de markt, en hoeft dus ook geen dure analisten in dienst te nemen. Een computerprogramma doet het meeste werk. Daarnaast zijn ETF's in de regel volbelegd, en zitten er dus geen slecht renderende contanten in het fonds. Als belegger weet men zeker dat het resultaat van zijn investering niet slechter zal zijn dan die van de index, en loopt geen risico slachtoffer te worden van een fondsbeheerder met een onjuiste beleggingsvisie.

## Opties op ETF's
De ETF is gebaseerd op een index. Meestal worden de ETF's gehandeld door professionele partijen met als dekking een future op deze index. Op de ETF's kunnen echter weer andere financiële producten gelanceerd worden. Zo begon Euronext op 18 februari 2008 met de handel in opties op de iShares DJ EuroStoxx 50 tracker. In de Verenigde Staten zijn opties op trackers erg populair en liquide.

## Thematische ETFs
Onderzoek toont aan dat de definitie van thematische investeringen, zoals AI-gerichte ETFs, vaak subjectief is door ondoorzichtige selectiecriteria. Er wordt een op data gebaseerde methodologie voorgesteld die gebruik maakt van bedrijfsrapportages om de transparantie te verbeteren. De SEC heeft onlangs twee beleggingsadviseurs aangeklaagd voor "AI-washing" omdat zij hun betrokkenheid bij AI overdreven om te profiteren van het marktenthousiasme.

## Regulering
Het internationale samenwerkingsverband van effectentoezichthouders IOSCO heeft principes opgesteld voor het reguleren van exchange-traded funds. De principes bieden meer duidelijkheid over de informatieverstrekking zoals kostentransparantie, het onderscheid maken tussen ETF’s en andere beleggingsinstellingen en transparantie over de index die wordt gevolgd.
Een recentere toevoeging zijn ETF op cryptovaluta. Op 1 juli 2025 heeft de Amerikaanse Securities and Exchange Commission (SEC) nieuwe en duidelijke richtlijnen gepubliceerd waarmee het gemakkelijker wordt om tokengebaseerde beursgenoteerde producten (exchange-traded products of ETP’s) op de markt te plaatsen. De uitgevers van crypto-ETFs moeten in de registratie duidelijk maken in welke cryptovaluta wordt belegd en hoe deze gewaardeerd worden, dat de cryptovaltua veilig is opgeslagen, mede om diefstal te voorkomen, zijn er belangenconflicten en wat zijn de voorzorgsmaatergelen met betrekking tot volatiele en of illiquide markten.

## Belegd vermogen in ETF's
Het belegd vermogen in ETF's is gemiddeld met 24% per jaar gestegen tussen 2002 en 2024.
Vooral beleggers in de Verenigde Staten en Europa beleggen in ETF's, in andere regio's zijn de ingelegde gelden nog zeer beperkt. In mei 2015 waren er ruim 250 ETF-aanbieders en meer dan 5700 fondsen genoteerd op zo’n 62 effectenbeurzen in 51 landen. In december 2024 waren er ruim 800 aanbieders, met 13.000 producten en 26.000 beursnoteringen op 81 beurzen in 63 landen.

## Grote aanbieders van ETF's
- BlackRock beheert iShares.
- Claymore Securities beheert specialty Claymore ETF's.
- Deutsche Bank beheert Xtrackers.
- ETF Capital Management beheert een mondiaal fonds van ETF's.
- ETF Securities beheert ETF's of specialised ETCs
- First Trust Advisors beheert First Trust ETF's.
- Invesco beheert PowerShares ETF's.
- Lyxor Asset Management beheert Lyxor ETF's.
- Merrill Lynch beheert HOLDRS.
- ProFunds beheert short en leveraged ETF's.
- RevenueShares beheert Revenue-Weighted ETF's
- Rydex Investments beheert Rydex ETF's.
- SPA ETF's zijn fundamenteel gewogen ETF's.
- State Street Global Advisors beheert streetTRACKS en SPDRs.
- ThinkCapital Asset Management beheert Think ETF's.
- Van Eck Global beheert Market Vectors ETF's.
- Vanguard Group beheert Vanguard ETF's, voorheen bekend als VIPERs
- WisdomTree Investments beheert WisdomTree ETF's.